# Buntești (gmina)
Buntești – gmina w Rumunii, w okręgu Bihor. Obejmuje miejscowości Brădet, Buntești, Dumbrăvani, Ferice, Lelești, Poienii de Jos, Poienii de Sus, Săud i Stâncești. W 2011 roku liczyła 4253 mieszkańców.